# 中国の少数民族
中国の少数民族（ちゅうごくのしょうすうみんぞく）では、中華人民共和国（以下、中国）政府が規定した、国民の約91%を占める漢民族（漢）以外の少数民族政策による分類における「少数民族」を記載する。

## 中国の民族政策と民族識別工作
中国政府は、民族区域自治という少数民族政策を取っている。国民を、漢民族と55の「少数民族」とに区分し、その民族ごとに集住地域を「区域自治」の領域として指定した。そこでは、「民族の文字・言語を使用する権利」、「一定の財産の管理権」「一定規模の警察・民兵部隊の組織権」「区域内で通用する単行法令の制定権」などを行う事を認めている。
国民を構成する諸集団が、どの「民族」に帰属するかを法的に確定させる行政手続きを、民族識別工作といい、清代から民国期にかけて伝統的に「五族」（漢・満・回・蔵・蒙）とされてきた民族数は、この手続きにより56にまで増加した。
現時点でもまだ、識別されていない民族、あるいは便宜的に他の民族籍に分類されている民族も多数存在する。（中国語版wikipedia「中国未识别民族」参照。）
中国残留日本人孤児などに由来する日系、香港・マカオの返還にともない中国の国民となった英国系やポルトガル系は、少数民族としては扱われていない。一方、朝鮮・韓国系を朝鮮族、ベトナム系を京族、ロシア系はオロス族等として少数民族の括りで扱われている。また、新疆ウイグル自治区に居住するトゥバ人は、少数民族とは認められずモンゴル族として扱われている。
宋代に西方から移住して開封に定着したユダヤ人は、「猶太」と呼ばれ、中華人民共和国建国後の1952年の国慶節には2名の代表を北京に派遣したが、民族識別工作が進展する中で、「少数民族」としての認定をうけることができなかった。それでも「戸籍簿の民族欄」には「猶太」と記すことが許されていたが、1996年に至り、民族籍として「漢族」または「回族」のいずれかを選択するよう求められた。詳細は開封のユダヤ人を参照。

## 識別された少数民族
現在、「少数民族」として分類されているのは以下の55集団である。
- アチャン族（阿昌族）
- イ族（彝族）
- ウイグル族（維吾爾族）
- ウズベク族（烏孜別克族）
- エヴェンキ族（鄂温克族、オウンク族）
- オロチョン族（鄂倫春族）
- 回族（ホウェイ族、フェイ族）
- カザフ族（哈薩克族、ハザク族）
- キルギス族（柯爾克孜族、クルグズ族）
- 高山族（カオシャン族）
- コーラオ族（仡佬族）
- サラール族（撒拉族）
- ジーヌオ族（基諾族）
- シェ族（畲族）
- シベ族（錫伯族）
- ジン族（京族、越族、ベトナム族）
- スイ族（水族）
- タジク族（塔吉克族）
- タタール族（塔塔爾族）
- タイ族（傣族、ダイ族）
- ダウール族（達斡爾族）
- チベット族（蔵族）
- チャン族（羌族）
- 朝鮮族
- チワン族（壮族）
- チンポー族（景頗族）
- トゥ族（土族）
- トゥチャ族（土家族）
- トーアン族（徳昂族、旧称パラウン族）
- トーロン族（独龍族）
- ドンシャン族（東郷族）
- トン族（侗族）
- ナシ族（納西族）
- ヌー族（怒族）
- ハニ族（哈尼族）
- バオアン族（保安族）
- プーラン族（布朗族）
- プイ族（布依族）
- プミ族（普米族）
- ペー族（白族）
- ホジェン族（赫哲族、ホーチォ族）
- マオナン族（毛南族）
- 満洲族（満族）
- ミャオ族（苗族）
- ムーラオ族（仫佬族）
- メンパ族（門巴族）
- モンゴル族（蒙古族）
- ヤオ族（瑶族）
- ユグル族（裕固族）
- ラフ族（拉祜族）
- リー族（黎族）
- リス族（傈僳族）
- ローバ族（珞巴族）
- オロス族（俄羅斯族、ロシア族）
- ワ族（佤族）

## 少数民族の名称について
以前は、チワン族（現代の漢字表記は「壮族」）を「獞族」、ヤオ族（現代の漢字表記は「瑶族」）を「猺族」などという風に、少数民族の名称を、漢字で主に獣偏（犭）（少数の例では羊偏・馬偏・虫などの部首のこともある）を含む蔑称で呼ぶことが多かったが、1940年の改正西南少数民族命名表によって、獣偏などを含む蔑称で呼ばれていた少数民族名は、大半が人偏（亻）に置き換えられ（改正西南少数民族命名表では、獞→僮、猺→傜など）、残りも当たり障りのない同音の文字に置き換えられた。

## 中国政府と少数民族の間に関する諸問題
これらの少数民族には、各自の言語、文化を維持する権利が保証されている。特に各少数民族語を教授言語とする初等中等教育が原則保証されているが、実際は「普通語」以外による高等教育は認められず、また少数民族語を教授言語としても、各少数民族史の授業を認めないことが同化政策として問題視されることもある。一方、少数民族の優先的な上級学校進学、公務員採用などのアファーマティブ・アクションも採られているとされ、この恩恵に浴するために漢族が戸籍を弄り、少数民族を詐称することが問題になっているという。また、「両少一寛」という少数民族による犯罪を漢族より軽く罰するという優遇政策も中共中央の公式文書で定められており、漢族からは「逆差別だ」と不満の声も上がっている。
また、個人レベルのみならず、自治県などの民族自治地区に指定されると、毎年に中央政府の財政による少数民族地区向けの交付金が地方政府に入る。このような優遇政策を享受するため、1980年代に一部の県が自治県に移行しようとして、県内在住者の「民族成分回復」を奨励した。つまり家譜や家族の習慣などをもって、「祖先が少数民族」ということが政府により認定されれば、漢族から少数民族への戸籍変更ができる。調査によると、河北省囲場県が満族・モンゴル族の自治県へ移行しようとした際に、県内の多くの人の民族が申請により漢族から満族またはモンゴル族に変更した。1982年のデータ（満族17,260人、モンゴル族3,089人）に比べると、1985年の囲場県内の満族が8倍以上の143,277人、モンゴル族が12倍以上の37,042人に増えた。実際に自治県に移行した1990年には同県内の満族が243,823人、モンゴル族が57,117人となった。
1989年の六四天安門事件以降、中国共産党は国内に向け一貫して「安定は全てを圧倒する（穏定圧倒一切）」を訴え、これを最優先としてきた。その目的は一党独裁支配を正当化し、擁護することであり、上からの強力な政治・文化統制と下からの経済成長を結びつけ、中国共産党による独裁が大衆から広範な支持を得ていることを理屈の上で生み出すことである。「中国の夢（中国的夢）」や「中華民族の偉大な復興（中华民族伟大复兴）」をスローガンとして掲げる習近平政権に入ってからは、以前にも増して抑圧的な少数民族政策がとられている。習近平は、中国共産党総書記（最高指導者）となって間もない2014年のウルムチ駅爆発事件を機に、これをテロ事件として断罪し、今こそ「社会の安定」を実現しなければならないとの主張を繰り返した。そして、「中華民族共同体意識」を「鋳造」しなければならないとして、強権を発動している。習近平総書記によれば、中国のあらゆる個人の幸福と発展は、西側諸国による圧迫の歴史を撃破し、「富強」を体現した「中華民族の偉大な復興」を通じてこそ実現されるものであるという。ここにおいて中華人民共和国は、弾圧を「正当化」するために、生存権・発展権を基軸とした中共独自の解釈による「人権」概念を強く打ち出している。すなわち、開発途上国である中国では、生存権を保障するためには「社会の安定」こそ何よりも重要なのであり、少数民族も含む多種多様な主張は、「安定」や「発展」を阻害し「中国式」の「人権」に反するのである。こういった安定最優先政策は、政治的、文化的、法的、ないし精神的な抵抗勢力となりうる全てのものを標的とし、敵とみなして「カルト集団」に仕立てあげている。中国共産党は依然として各民族に宗教教義の改変や風俗習慣の変更を強要している。2017年5月19日早暁、青海省の海北チベット族自治州で22歳のチベット僧侶が焼身自殺した。2009年以来、中国政府の対チベット政策に抗議して焼身自殺を図ったチベット人は、彼で150人目となった。
東トルキスタンでは2016年に陳全国が新疆ウイグル自治区の党委書記に就任し、党委副書記兼政法委員会書記に就任した朱海侖が2017年2月に中国人民武装警察部隊、中華人民共和国公安部、中国民兵を集めた集会で「人民民主独裁の強力な拳で、全ての分離主義者とテロリストは粉砕する」と演説して以降、新疆ウイグル再教育キャンプへの大規模な拘留が始まったとされる。国際調査報道ジャーナリスト連合（ICIJ）が入手した中国政府の内部文書によれば監視カメラや携帯電話などから個人情報を収集してアルゴリズム解析する「一体化統合作戦プラットフォーム」（IJOP）によるAIと機械学習を利用したプレディクティブ・ポリシングで選別されたウイグル人は予防拘禁を受けるようになり、ノッティンガム大学の新疆研究者であるリアン・トゥムは「コンピュータが人間を強制収容所に送る例は他にない」と評している。このシステムは2017年6月時点で新疆南部だけで2万人の個人を特定し、1万5千人をキャンプに送り、2千人を自宅軟禁にしたとされる。新疆ウイグル自治区に住むウイグル人住民はQRコードで管理され、自動車の全車両やメッカへのハッジ（巡礼）の際には追跡装置が装着された。モスクなどに張り巡らしたAI監視カメラによって人種プロファイリングで識別され、様々なハイテクで顔認証・虹彩・指紋・DNA・声紋・歩容解析など一挙手一投足が監視されるようになった。これについては世界のメディアや人権団体も「世界でも類のない警察国家」「完全監視社会の実験場」と批判を強めている。